# Thaumatoxena sudanica
Thaumatoxena sudanica är en tvåvingeart som beskrevs av Schmitz 1951. Thaumatoxena sudanica ingår i släktet Thaumatoxena och familjen puckelflugor.
Artens utbredningsområde är Sudan. Inga underarter finns listade i Catalogue of Life.